# عبدالکریم رافعی
ابوالقاسم، عبدالکریم بن محمد رافعی (۱۱۶۰ - ۱۲۲۶) فقیه شافعی، محدث، مفسر و تاریخ‌نگار ایرانی بود. نشست‌های دینی برای تفسیر و حدیث در قزوین برگزار می‌کرد. آثار او را از برجسته‌ترین متون مذهب شافعی می‌دانند.
تحصیلات
او از شاگردان منتجب‌الدین قمى بود. در جامع قزوین حوزه تفسیر و حدیث داشت. او از حامد بن محمود خطیب رازى، ابوالخیر طالقانى، ابوالکرام همدانى، على بن عبیدالله رازى، و عبدالعزیز خلیلى روایت کرده است.
حافظ عبدالعظیم از وى روایت کرده و ابوالثنا محمود طاووسى از وى اجازه روایت گرفته است. ابن صلاح گوید که در بلاد عجم ذوفنونى یگانه بود و او را از علماى عاملین شمرده‌اند.
وى قریحه شعرى نیز داشت و اشعارى از او برجا مانده است.